# Neuseeländischer Kauri-Baum
Der Neuseeländische Kauri-Baum (Agathis australis), auch Neuseeländische Kauri-Fichte oder Neuseeländische Kauri-Kiefer genannt, ist eine Pflanzenart aus der Gattung der Kauri-Bäume (Agathis) in der Familie der Araukariengewächse (Araucariaceae). Sie ist die größte in Neuseeland heimische Baumart.

## Beschreibung

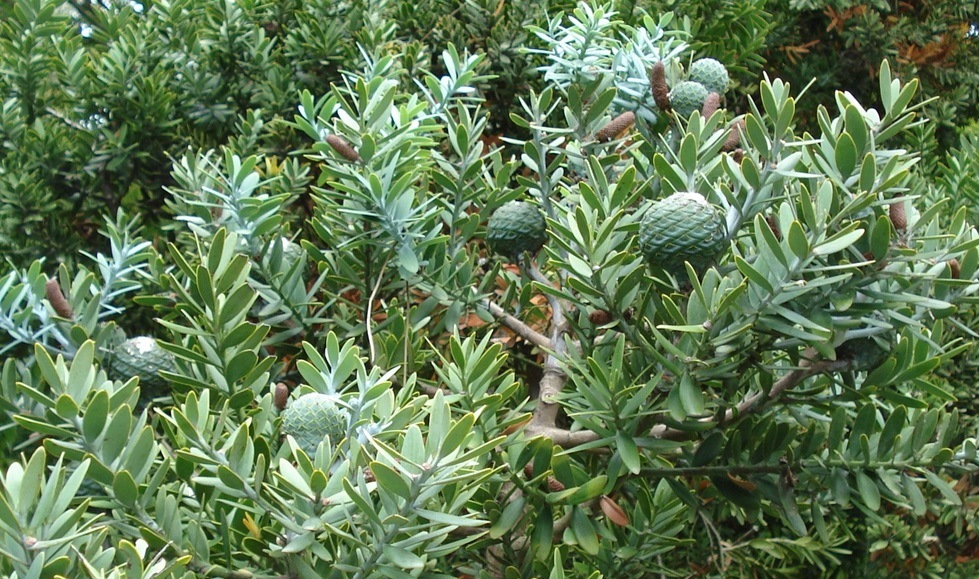
Zapfen, männliche Zapfen & Blätter des Neuseeländischen Kauri-Baumes

Der Neuseeländische Kauri-Baum ist ein immergrüner Baum, der heute meist Wuchshöhen von 30 bis über 50 Metern und einen Stammdurchmesser von 1 bis über 4 Metern erreicht. In historischer Zeit gefällte Exemplare erreichten wesentlich größere Durchmesser. Der angeblich größte, durch einen Bericht aus dem Jahr 1919 überlieferte Kauri-Baum soll im Tararu Creek an der Küste nahe Thames auf der Coromandel Peninsula in den 1870er Jahren existiert und einen Stammdurchmesser von 8,54 Metern sowie einen Umfang von 26,82 Metern gehabt haben und etwa 4.000 Jahre alt gewesen sein. Der größte heute lebende Kauri-Baum ist der Tāne Mahuta. Regelmäßig überragen die Kauri-Bäume als sogenannte Emergenten das Kronendach des Waldes.
Die wechselständigen bis fast gegenständigen Laubblätter sind dick und ledrig sowie parallelnervig. Sie sind eiförmig bis -lanzettlich oder verkehrt-eilanzettlich bis -eiförmig, sitzend bis kurz gestielt, mehr oder weniger „bereift“, ganzrandig und spitz bis stumpf. Die älteren Blätter sind einiges kürzer als die jungen.
Der Neuseeländische Kauri-Baum ist einhäusig getrenntgeschlechtig (monözisch); es gibt männliche und weibliche Zapfen auf einem Baum. Die an einem Stiel stehenden männlichen Zapfen sind zylindrisch und 2 bis 5 Zentimeter lang. Die an einem kurzen Stiel stehenden, erst nach zwei Jahren reifen weiblichen Zapfen sind blaugrün, fast kugelig und weisen einen Durchmesser von 5 bis 7,5 Zentimeter auf. Die Zapfenschuppen sind 1,8 Zentimeter lang. Von der Bestäubung im Oktober dauert es 19 bis 20 Monate bis zur Samenreife. Die Samen werden über den Wind verbreitet.
Der Baum wächst in der Jugendform kegelförmig mit über die gesamte Länge verteilten Ästen. Im Alter wirft er die unteren Äste ab und bildet eine schirmförmige Krone aus. In diesem Stadium überragt er die anderen Bäume des subtropischen Regenwaldes als Emergent.
Die Rinde schält sich in Flocken ab, so dass Epiphyten sich nicht dauerhaft ansiedeln können.

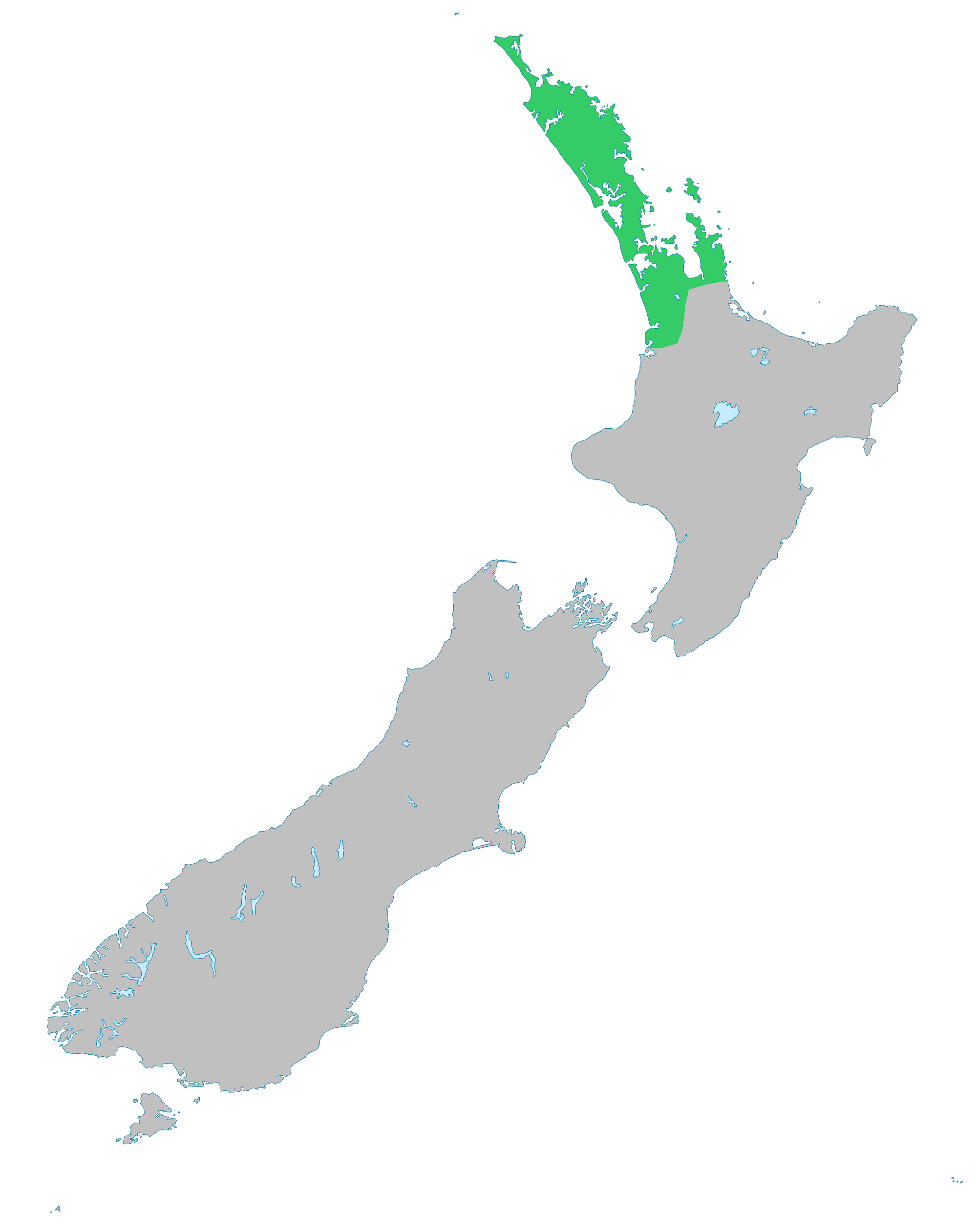
Verbreitung

Das Holz rezenter Kauri-Bäume besitzt bei 12 % Feuchte eine Dichte von 560 kg/m3, eine Bruchgrenze von 88 MPa und eine Dehnungsgrenze von 9,1 GPa. Die Festigkeitswerte von Sumpf-Kauri sind geringer. Bei der Trocknung auf 12 % schrumpft das Holz tangential um 4,1 %, axial um 2,3 %.

## Verbreitung
Die Heimat des Neuseeländischen Kauri-Baumes liegt im nördlichen Teil der Nordinsel Neuseelands.
Im Erdzeitalter des Jura gab es Arten der Familie Araukariengewächse (Araucariaceae) als erste Vorfahren der Agathis-Arten.

## Nutzung

Bank und Tisch aus Sumpf-Kauri; Kaufpreis 40.000 Neuseeland-Dollar

Das Holz des Kauri ist gerade gemasert, lässt sich leicht bearbeiten und ist trotzdem sehr stabil.
Mit dem Beginn der Besiedlung Neuseelands durch Maori und später europäische Siedler wurde der Bestand an Kauri-Wäldern stark dezimiert. Die Bäume eigneten sich wegen des hohen Astansatzes und ihrer Festigkeit hervorragend für den Schiffbau. Daneben wurde das Holz zum Bau von Häusern, für Möbel und Wandvertäfelungen, Zäune, als Bauholz, für Fässer, Bottiche und Becken, Eisenbahnschwellen, Abstützungen im Bergbau, Schnitzereien und Drechselarbeiten und andere Zwecke verwendet.
Der Wurzelstock und die Krone des Baumes liefern ein schön gemasertes Holz, das für Möbel und Vertäfelungen verwendet wurde.
Heute steht der Neuseeländische Kauri-Baum unter Naturschutz und darf nur noch für rituelle Zwecke von den Māori gefällt werden.
Dennoch kann man heute Produkte aus Kauri-Holz kaufen. Diese stammen allerdings von sogenannten Sumpf-Kauri. Der früher sumpfige Untergrund hat versunkene Kauris für bis zu 50.000 Jahre konserviert. Diese werden wieder ausgegraben und verarbeitet. Gegenstände aus diesem Holz sind exklusiv und teuer.
Der Kauri liefert ein Baumharz, das Kauri-Harz, eine Form des Copal.

## Kauri in der Māori-Kultur
Der Kauri im Allgemeinen, vor allem aber einige ausgewählte Exemplare im Besonderen, spielen in der Mythologie der Māori eine wichtige Rolle.
Tāne, der Gott des Waldes, ist im Māori-Kosmos der Sohn von Rangi und Papa, dem Himmelsvater und der Mutter Erde. Tāne drückte seine Eltern auseinander, die in Liebe eng umschlungen waren und damit die Erde in Finsternis ließen. Dadurch brachte er Licht, Raum zwischen Himmel und Erde und Luft zum Atmen auf die Erde. Tāne ist danach der Lebensbringer, alle lebenden Kreaturen sind seine Kinder.
Sehr große und alte Kauri-Bäume spielen eine bedeutende Rolle in der Identität der Māori und gelten nach wie vor als heilig. Hier liegt auch der Grund dafür, dass auch auf Māori-Land zahlreiche Bemühungen zur Neuanpflanzung der Kauri begonnen wurden und dass die Bedrohung durch Phytophthora agathidicida traditionelle Māori belastet. Es wird als Entweihung betrachtet, wenn Außenstehende einen Kauri berühren.

## Die bekanntesten lebenden Exemplare

### Tāne Mahuta – Lord of the Forest
Der Tāne Mahuta oder Lord of the Forest, wie er in Neuseeland genannt wird, ist Neuseelands größter bekannter noch lebender Kauri-Baum. Dieses Exemplar weist eine Gesamthöhe (mit Krone) von 51,2 Metern bei einem Stammumfang von 13,77 Metern auf. Die Stammhöhe vom Erdboden bis zum Kronenansatz beträgt 17,68 Meter, das Stamm-Volumen 244,5 m3.
Das Alter des Tāne Mahuta wird auf zirka 1500–2000 Jahre geschätzt, womit er der älteste (bekannte) Kauri ist. In Neuseeland gibt es allerdings einheimische Führer, die von einem noch älteren Baum erzählen, der aber zu seinem Schutz nicht für die Öffentlichkeit zugänglich sein soll. In der Literatur ist dazu jedoch bisher keine Aussage veröffentlicht worden.

### Te Matua Ngahere – Father of the Forest
Der Te Matua Ngahere weist eine Gesamthöhe (mit Krone) von 29,9 Metern sowie eine Stammhöhe vom Erdboden bis zum Kronenansatz von 10,21 Metern auf. Mit einem Stammumfang von 16,41 Metern ist dies das Exemplar mit dem größten Umfang. Das Stamm-Volumen beträgt 208,1 m3.

### Twin Kauri

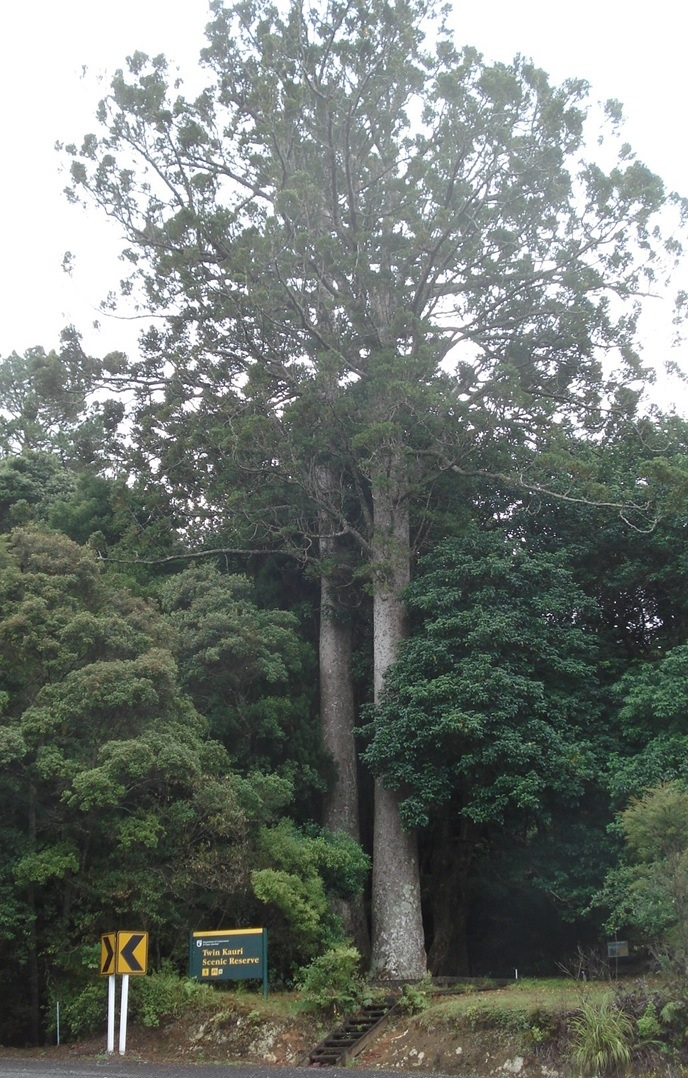
Die "Twin Kauri" im "Twin Kauri Scenic Reserve" (auf der Coromandel-Halbinsel)

Die Twin Kauri sind zwei große, dicht nebeneinander wachsende Exemplare im "Twin Kauri Scenic Reserve" (bei Tairua auf der Coromandel-Halbinsel). 

### Weitere bekannte Exemplare
- Four Sisters
- Yakas
- Square Kauri (Coromandel-Halbinsel)

## Systematik
Die Erstbeschreibung dieser Art erfolgte 1803 unter dem Namen Dammara australis durch David Don in Aylmer Bourke Lambert: A Description of the Genus Pinus, 1. Auflage, Band 2, S. 14. Die Einordnung in die Gattung Agathis erfolgte 1829 durch John Claudius Loudon in An Encyclopedia of Plants, S. 802. Ein Homonym ist Agathis australis Steud. veröffentlicht in Nomenclator Botanicus, 2. Auflage, 1841, 1, 34. Ein weiteres Synonym für Agathis australis (D.Don) Loudon ist Podocarpus zamiifolius A.Rich.

## Schutz und Bedrohung
Der Kauri ist massiv durch den Pilz Phytophthora agathidicida bedroht. Er verursacht eine Wurzelfäule, die zum Absterben der Bäume führen kann. Das sogenannte Kauri-Sterben oder kauri dieback kann aktuell nur aufgehalten werden, indem die Ausbreitung des Pilzes verhindert wird. Daher gibt es vor Waldgebieten mit Kauris Desinfektionsstationen, an denen Wanderer dazu angehalten werden ihre Schuhe zu reinigen. Außerdem dürfen Wege nicht verlassen werden und Wanderer sollten auf keinen Fall auf die Wurzeln der Kauris treten.

## Museum
Das Kauri Museum in Matakohe thematisiert die Gewinnung von Kauriholz und Kauriharz. Es stellt neben zahlreichen Maschinen und Geräten auch die weltgrößte Sammlung von Kauriharz und zahlreiche Exponate aus Kauriholz aus.

## Bilder

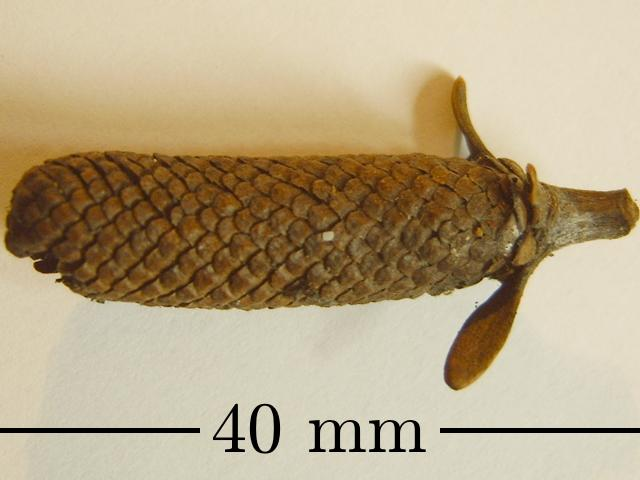
Männlicher Zapfen
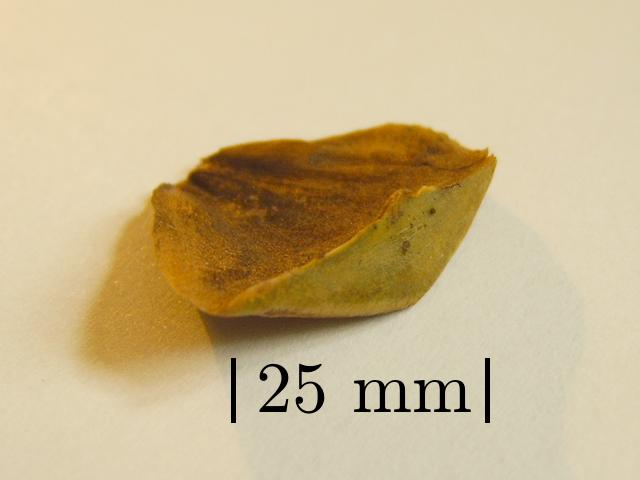
Zapfenschuppen des Kauri
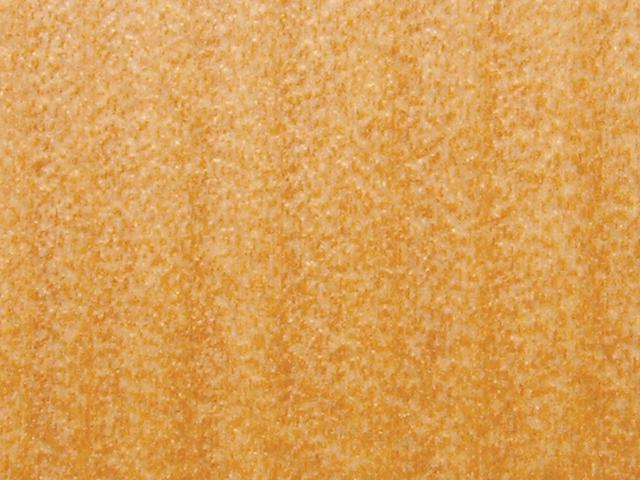
Holz eines Sumpf-Kauris
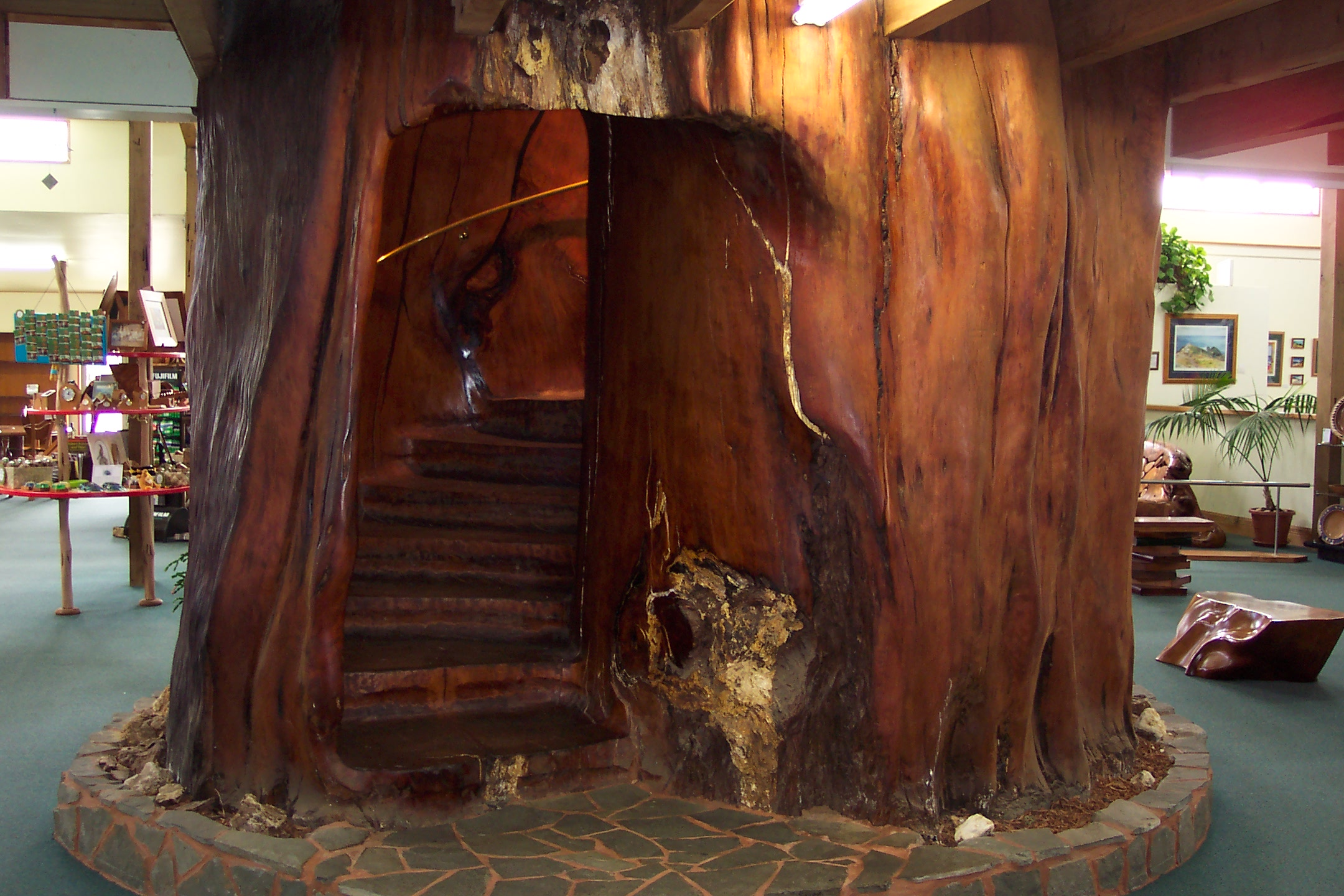
Treppen in einem alten Kauri-Baum (Ancient Kauri Museum, Awanui, Neuseeland)
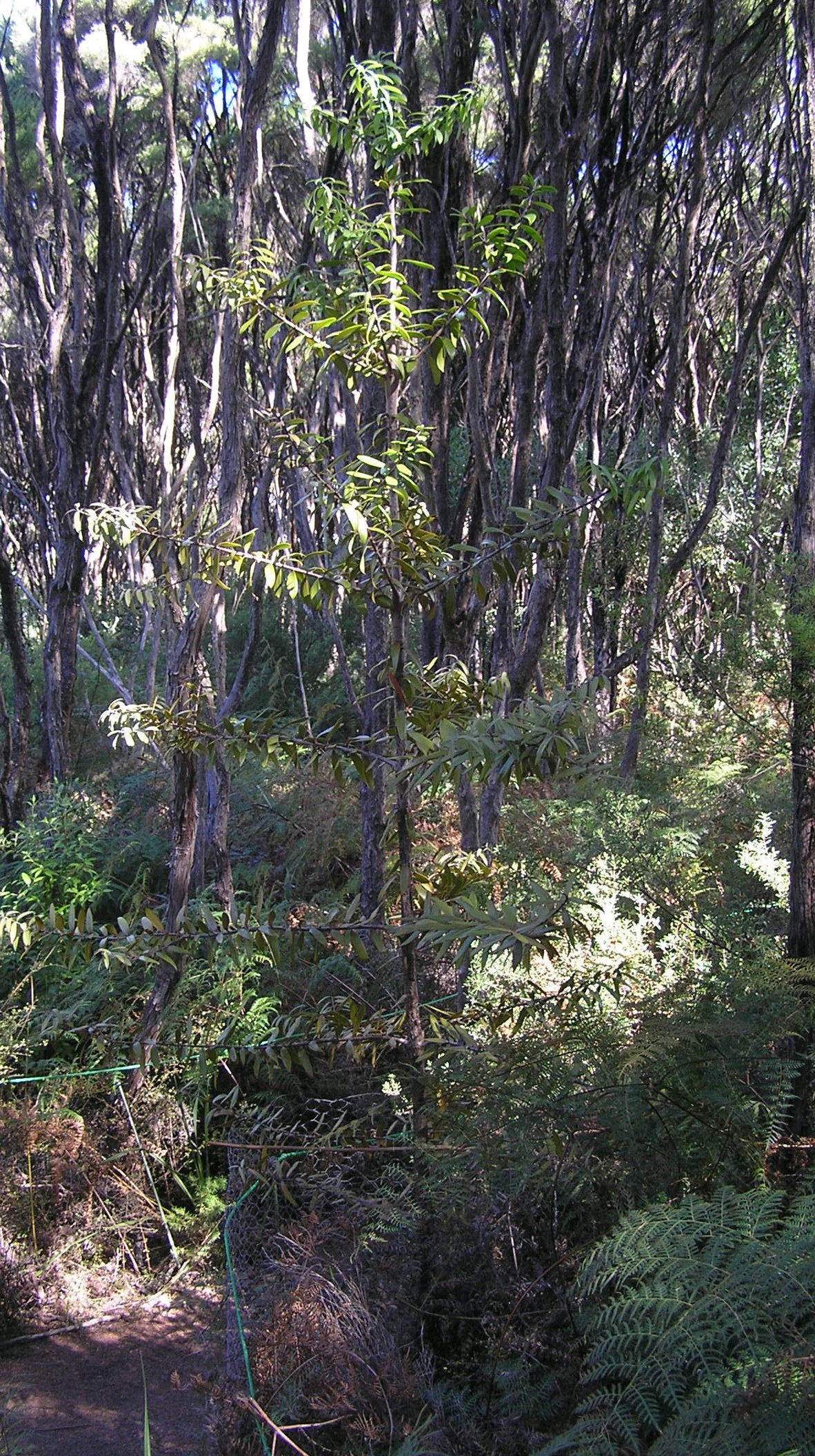
Junger Baum im Gumdiggers Park (Waiharara, bei Kaitaia, Nordinsel, Neuseeland)
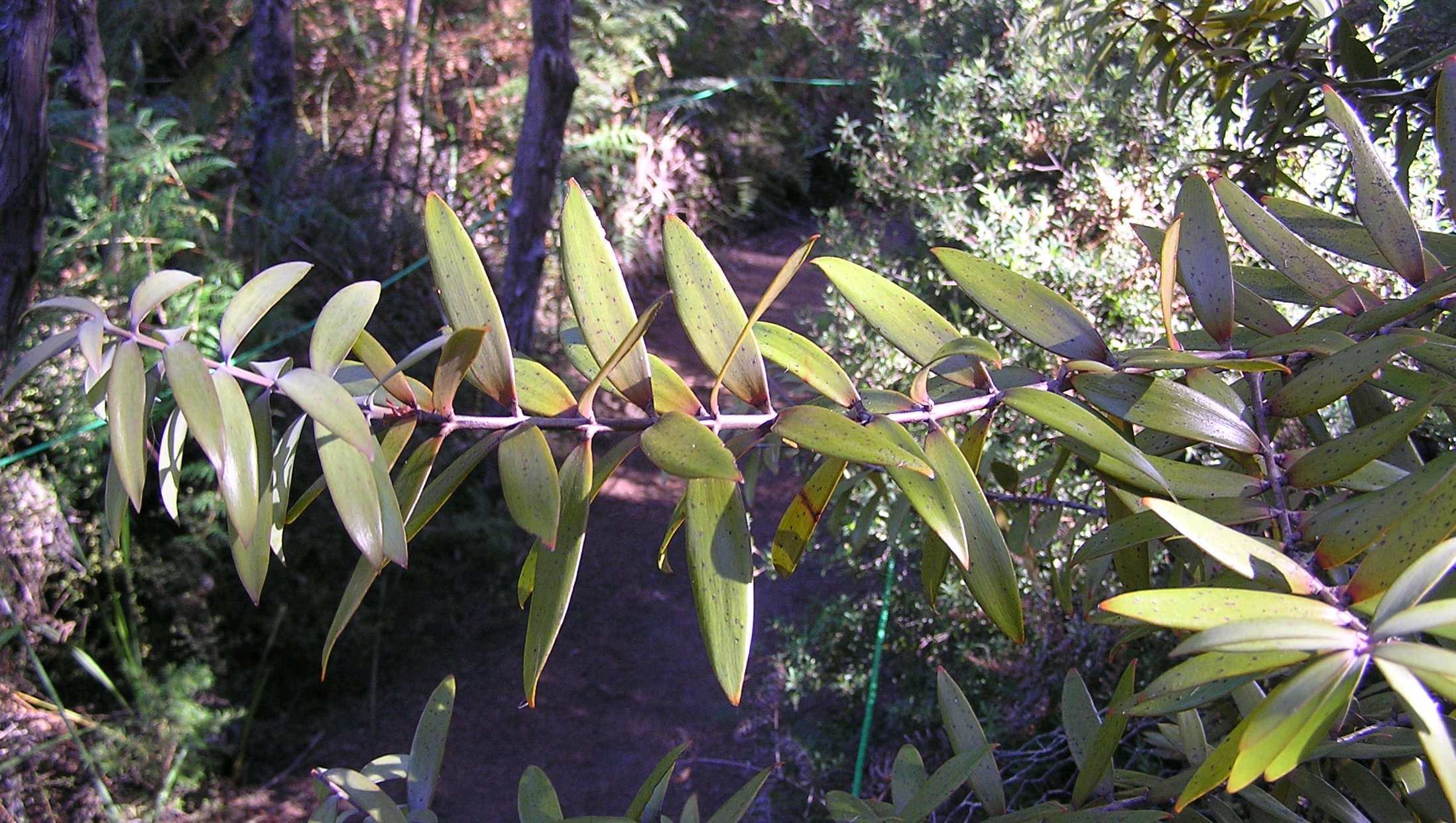
Blätter eines jungen Baumes im Gumdiggers Park (Waiharara, bei Kaitaia, Nordinsel, Neuseeland)
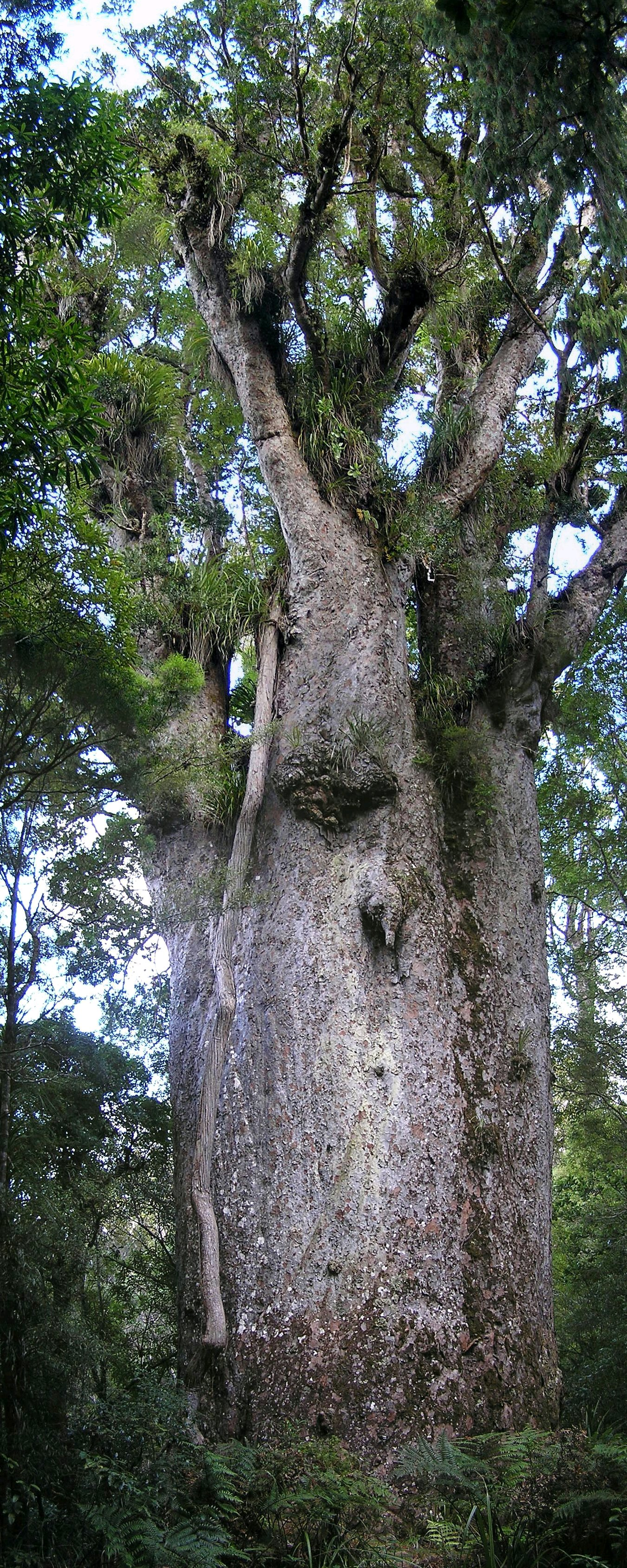
Kauri-Baum mit dem Namen „Te Matua. Ngahere“ (‚Vater des Waldes‘) im Waipoua-Wald (Nordinsel, Neuseeland)
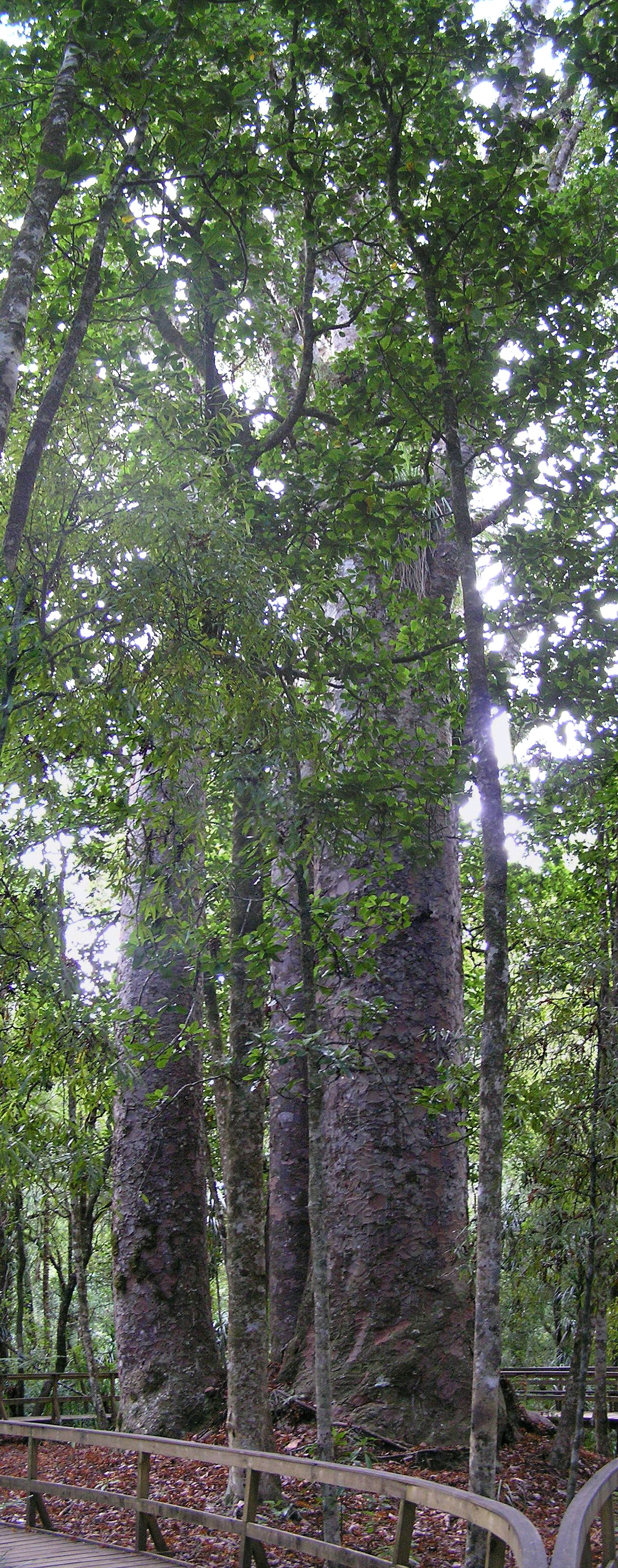
Die sogenannten „Vier Schwestern“ im Waipoua-Wald (Nordinsel, Neuseeland)
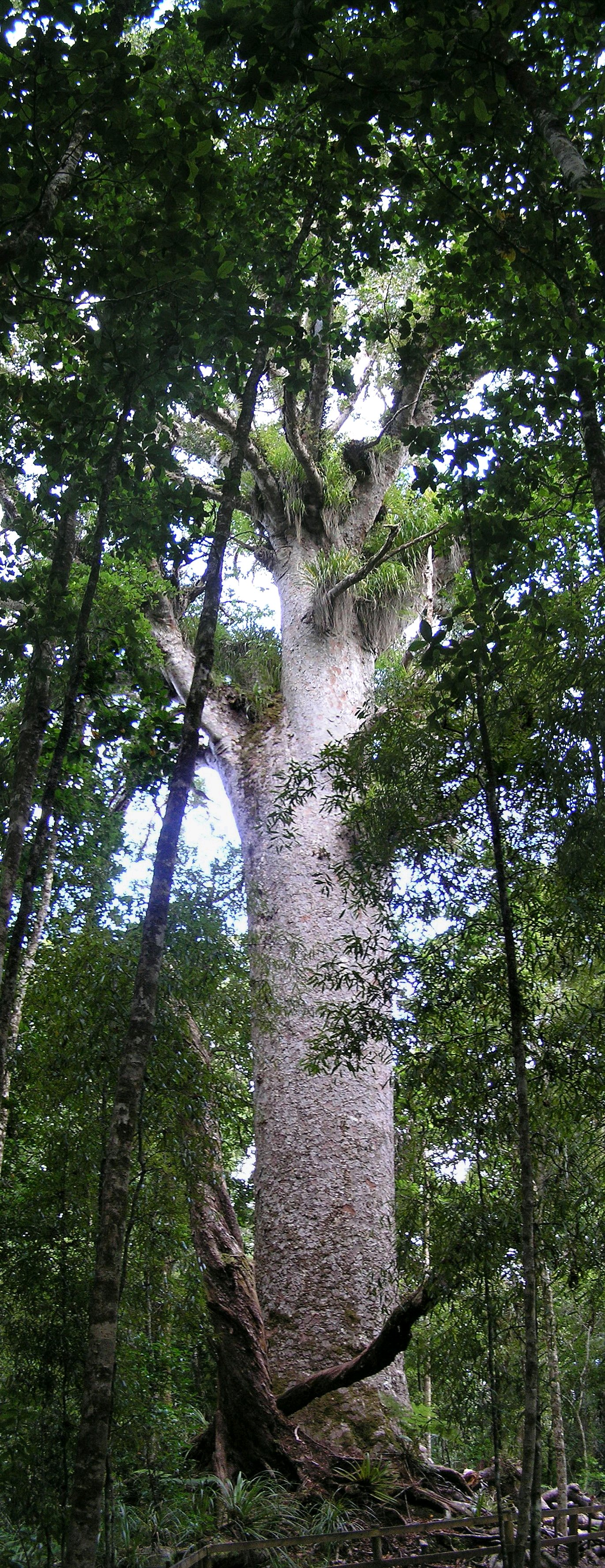
Kauri-Baum im Waipoua-Wald (Nordinsel, Neuseeland)
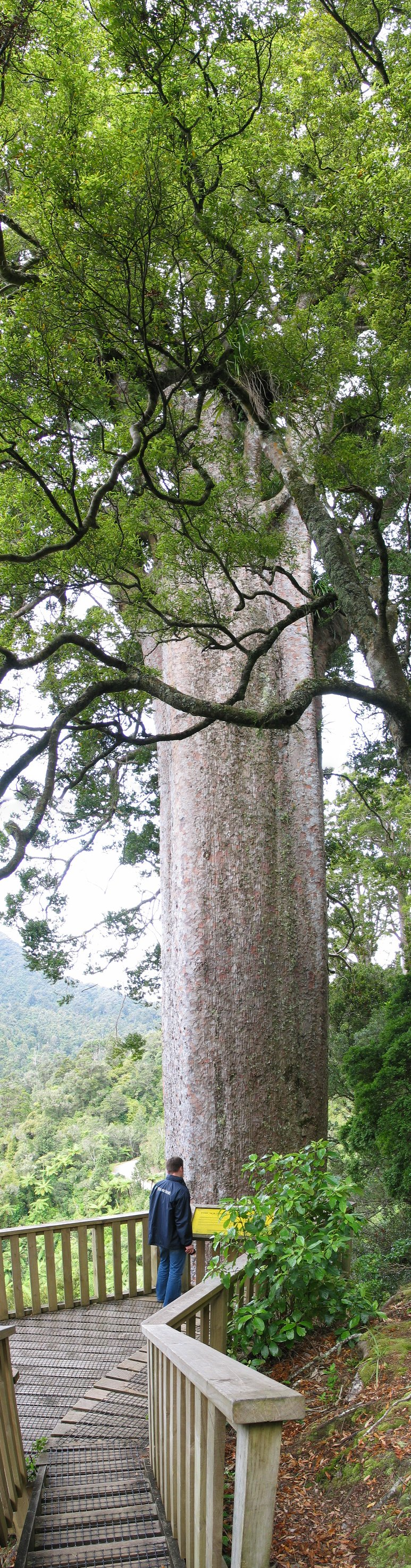
Kauri-Baum (Coromandel-Halbinsel, Neuseeland)
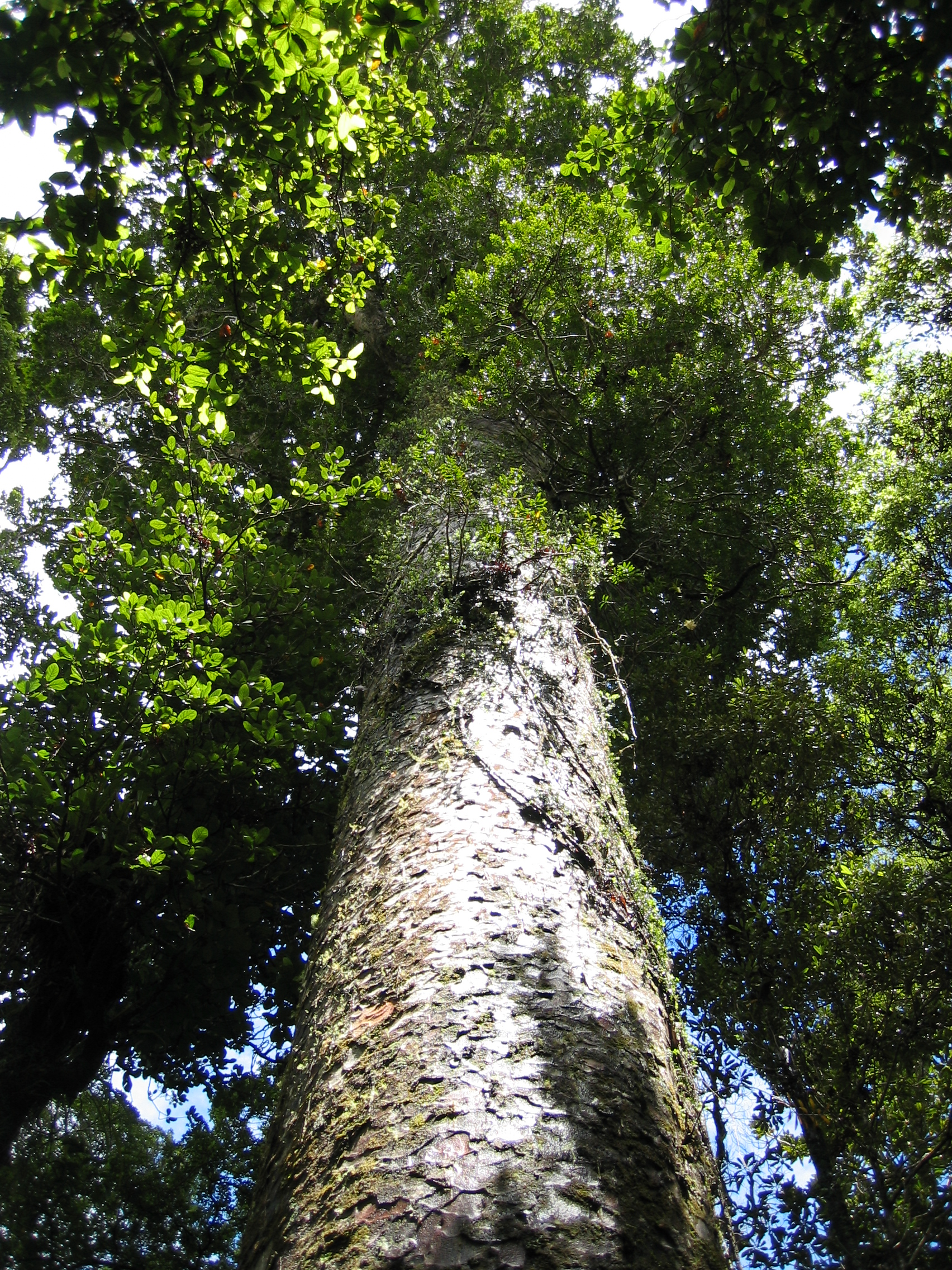
Kauri-Baum, Waipoua Forest Park (Neuseeland, Nordinsel)
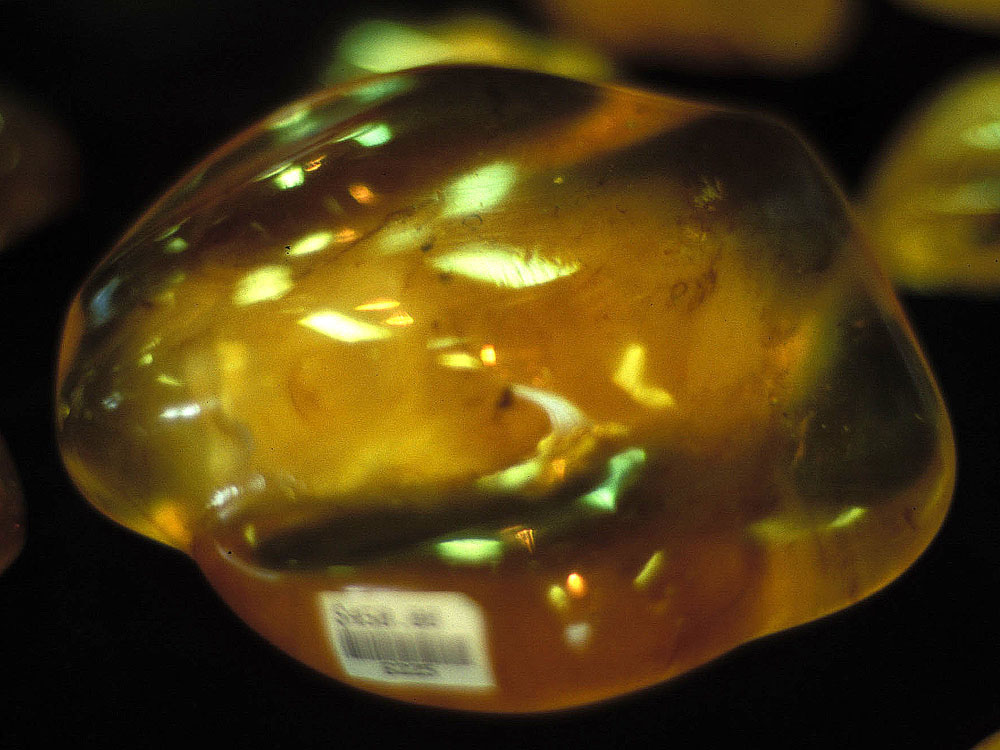
Kauri-Harz